# Ubi periculum

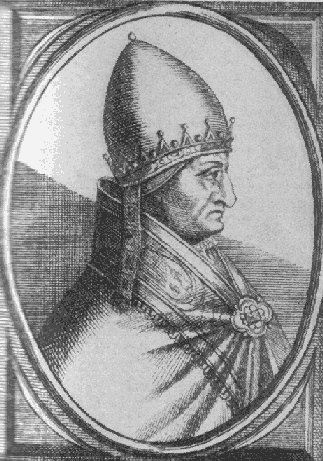
Gregori X, creador de lUbi periculum.

Ubi periculum (en llatí: En cas de perill) és un document promulgat pel papa Gregori X en el segon Concili de Lió el 1274 que va establir el conclave papal com el mètode de selecció dels papes. A l'Ubi periculum es va formalitzar la tàctica que havien adoptat els magistrats de Viterbo en contra dels cardenals durant la prolongada elecció papal de 1268-71.
Els historiadors han suggerit que el fet que Gregori X no fos cardenal abans de ser papa el va portar a adoptar una política en la qual no es destaquen els interessos del Col·legi de Cardenals. L'objectiu de l'Ubi periculum era limitar les maniobres dins de les eleccions per obtenir resultats més ràpidament, reduint així el nombre de cismes i eleccions disputades.
Ubi periculum també copia els procediments de l'elecció de la Constitució Dominica del 1228, així com dels municipis de Venècia (1229) i Piacenza (1233).
Les noves normes electorals van limitar dos servents a cada cardenal, i els va impedir sortir o comunicar-se amb el món exterior, i va restringir el menú de manera progressiva en el quart i novè dia. Aquestes normes es van deixar de banda freqüentment, i de vegades es van suprimir completament en els conclaves dels següents segles.
Tot i que la primera elecció després de l'Ubi periculum observa les seves regles i en un sol dia es va escollir el nou papa, la seva aplicació es va suspendre i les eleccions de 1277, 1287-88 i 1292-94 van ser llargues i prolongades a causa d'això. El Papa Celestí V (un altre no-cardenal) va restablir la llei del conclave.